# Edmundo Paz Soldán
Pour les articles homonymes, voir Paz et Soldan.
Edmundo Paz Soldán, né à Cochabamba (Bolivie) le 29 mars 1967, est un écrivain et traducteur hispanophone.

## Biographie
Il est professeur associé en littérature hispanique à l’université Cornell (États-Unis). À partir de 1990, il publie à un rythme irrégulier romans et des recueils de nouvelles. Il obtient le « prix national du livre » (Premio Nacional de Novela) en Bolivie pour son roman El delirio de Turing. Il est également lauréat du prestigieux Prix Juan Rulfo 1997 pour sa nouvelle Dochera. Ses œuvres ont été traduites en anglais, en français, en danois, en finnois, en polonais, en grec, en russe, et prochainement[Quand ?] en italien et en portugais.
En 2001 paraît sa traduction en espagnol de la pièce de William Shakespeare Beaucoup de bruit pour rien. 
Edmundo Paz Soldán appartient au mouvement littéraire sud-américain McOndo, créé par Alberto Fuguet. Son œuvre explore les thématiques de la réalité virtuelle et des nouvelles technologies. Il développe dans un entretien pour le magazine Postskript la position de l'écrivain dans la nouvelle configuration des médias : « Lorsqu’une nouvelle technologie fait son apparition, la réaction du monde littéraire est en général très défensive. Le cinéma sera l’assassin du roman, l’internet sera l’assassin du roman… Une fois passé le moment de panique, un écrivain doit faire face à cette nouvelle écologie des médias, il doit s’approprier ce qui peut lui servir et voir ce que pourrait faire la littérature et que d’autres médias ne font pas. Toute l’expérience humaine peut être traduite en littérature. L’internet a déjà créé un genre littéraire : le blog. Il n’est pas nécessaire d’avoir peur des nouveaux médias. »
Les courts métrages Wednesday Afternoon et Keeper of the Past, respectivement sortis aux États-Unis en 2004 et 2005, sont des adaptations cinématographiques toutes deux réalisées par le péruvien Alonso Mayo d'après des nouvelles de Paz Soldán.
Il obtient une Bourse Guggenheim en 2006.
Iris, publié en 2014, est un roman de science-fiction.

## Œuvre

### Romans
- Días de papel (1992)
- Alrededor de la torre (1997)
- Río Fugitivo (1998)
- Sueños digitales (2000)
- La materia del deseo (2001)
- El delirio de Turing (2003)
- Palacio Quemado (2006)
- Los vivos y los muertos (2009)
- Norte (2011) Publié en français sous le titre Norte, traduit par Robert Amutio, Paris, Gallimard, « Du monde entier », 2014  (ISBN 978-2-07-013713-8)
- Iris (2014)

### Recueils de nouvelles
- Las máscaras de la nada (1990)
- Desapariciones (1994)
- Dochera y otros cuentos (1998)
- Amores imperfectos (1998)
- Simulacros (1999)
- Desencuentros (2004)
- Lazos de familia (2008)
- La puerta cerrada y otros cuentos (2009)
- Billie Ruth (2012)

### Essais
- Latin American Literature and Mass Media (2000)
- Alcides Arguedas y la narrativa de la nación enferma (2003)

### Traductions françaises
- « La Porte fermée », traduction de Gersende Camenen, nouvelle incluse dans le recueil Les Bonnes Nouvelles de l'Amérique latine, Gallimard, « Du monde entier », 2010  (ISBN 978-2-07-012942-3)